# Orange Bowl (Tennis)

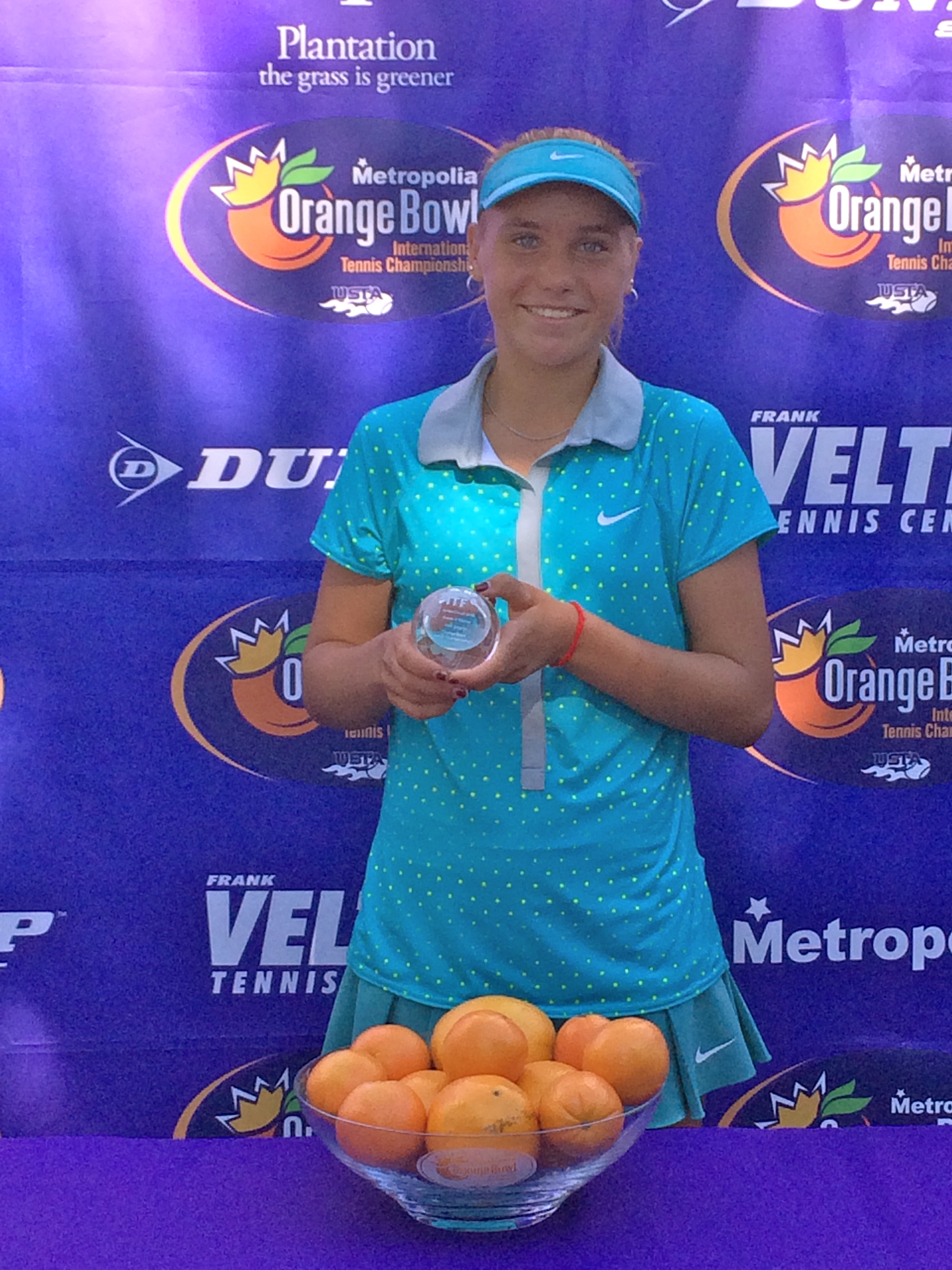
Sofia Kenin, die Siegerin der Orange Bowl 2014

Die Orange Bowl International Tennis Championships (kurz: Orange Bowl) ist ein World-Junior-Tennisturnier, das jährlich im Dezember stattfindet. Das Turnier wird seit 1987 von der International Tennis Federation (ITF) veranstaltet. Das Turnier der Stufe A (Grade A) ist eines der weltweit wichtigsten Tennisturniere für Junioren und Juniorinnen. Das Turnier wird von Talentsuchern besucht, um begabte Spieler und Spielerinnen möglichst früh unter Vertrag zu nehmen oder zu sponsern.

## Geschichte
Die Orange-Bowl-Tennis-Meisterschaften wurden für Mädchen und Jungen der Altersklassen 16 (bis 1962: 15) und 18 Jahre erstmals 1947 am Flamingo-Tennis-Center in Miami Beach ausgetragen und für weitere 51 Jahre dort veranstaltet. Ins Leben gerufen wurde das Turnier von Eddie Herr, der für seine Tennis spielende Tochter Suzanne ein Winterturnier nach South Beach holen wollte.
1983, während der Glanzzeit des Turniers, wurde das professionelle Abel Holtz Stadium mit Platz für von 9000 Zuschauern im Flamingo Park errichtet. Während der 1990er verfiel die Anlage wegen schlechter Wartung, das Turnier wurde daraufhin von 1999 bis 2010 auf das Tennis Center at Crandon Park auf die Insel Key Biscayne verlegt, wo bis 2019 auch das WTA Miami der Damen und das Miami Masters der Herren stattfanden. Seit 2011 ist das Turnier im Frank Veltri Tennis Center in Plantation beheimatet.

## Siegerliste
Die folgenden bekannten Spieler und Spielerinnen haben dieses Turnier gewonnen: Chris Evert, Nicolás Pereira, Justine Henin, Horst Skoff (2×), Katarina Srebotnik, Stefan Edberg, Tommy Haas, Roger Federer, Marc Rosset  und Manuela Maleeva. Mary Joe Fernández ist bis heute die einzige Spielerin, die in allen Altersklassen (10, 12, 14, 16 und 18 Jahre) erfolgreich war.
Seit 1987 gewannen die folgenden Spieler und Spielerinnen die Kategorie der unter 18-Jährigen:
| Jahr | Herren                 | Damen                       |
| ---- | ---------------------- | --------------------------- |
| 1987 | Jim Courier            | Natallja Swerawa            |
| 1988 | Marc Rosset            | Carrie Cunningham           |
| 1989 | Fernando Meligeni      | Luanne Spadea               |
| 1990 | Andrij Medwedjew       | Pili Pérez                  |
| 1991 | Marcelo Charpentier    | Jelena Lichowzewa           |
| 1992 | Vincent Spadea         | Barbara Mules               |
| 1993 | Albert Costa           | Ángeles Montolio            |
| 1994 | Nicolás Lapentti       | Mariann Ramon               |
| 1995 | Mariano Zabaleta       | Anna Kurnikowa              |
| 1996 | Alberto Martín         | Ana Alcázar                 |
| 1997 | Nicolás Massú          | Tina Pisnik                 |
| 1998 | Roger Federer          | Jelena Dementjewa           |
| 1999 | Andy Roddick           | María José Martínez Sánchez |
| 2000 | Todor Enew             | Wera Swonarjowa             |
| 2001 | Robin Söderling        | Wera Swonarjowa             |
| 2002 | Brian Baker            | Wera Duschewina             |
| 2003 | Marcos Baghdatis       | Nicole Vaidišová            |
| 2004 | Timothy Neilly         | Jessica Kirkland            |
| 2005 | Robin Roshardt         | Caroline Wozniacki          |
| 2006 | Alexandru Luncanu      | Nikola Hofmanova            |
| 2007 | Ričardas Berankis      | Michelle Larcher de Brito   |
| 2008 | Yuki Bhambri           | Julia Boserup               |
| 2009 | Gianni Mina            | Gabriela Dabrowski          |
| 2010 | George Morgan          | Lauren Davis                |
| 2011 | Dominic Thiem          | Anett Kontaveit             |
| 2012 | Laslo Đere             | Ana Konjuh                  |
| 2013 | Frances Tiafoe         | Warwara Flink               |
| 2014 | Stefan Kozlov          | Sofia Kenin                 |
| 2015 | Miomir Kecmanović      | Bianca Andreescu            |
| 2016 | Miomir Kecmanović      | Kaja Juvan                  |
| 2017 | Hugo Gaston            | Whitney Osuigwe             |
| 2018 | Otto Virtanen          | Coco Gauff                  |
| 2019 | Thiago Agustín Tirante | Robin Montgomery            |
| 2020 | Arthur Fils            | Ashlyn Krueger              |
| 2021 | Adolfo Daniel Vallejo  | Petra Marčinko              |
| 2022 | Gerard Campana Lee     | Mayu Crossley               |
| 2023 | Danil Panarin          | Hannah Klugman              |
| 2024 | Andres Santamarta Roig | Tereza Krejčová             |